# Beaconsfield (Québec)
Beaconsfield ist eine Stadt im Südwesten der kanadischen Provinz Québec. Sie liegt auf der Île de Montréal westlich von Montreal. Die Stadt hat eine Fläche von 11,03 km² und zählt 19.324 Einwohner (Stand: 2016).

## Geographie
Beaconsfield liegt im Westen der Île de Montréal in der Region West Island, am Nordufer des Lac Saint-Louis. Die Gemeinde grenzt im Westen an Baie-D’Urfé, im Nordwesten an Sainte-Anne-de-Bellevue, im Norden an Kirkland und im Osten an Pointe-Claire. Das Stadtzentrum von Montreal ist rund 22 Kilometer entfernt.

## Geschichte
Die erste Siedlung auf dem Gemeindegebiet entstand 1698. Im Jahr 1910 erfolgte die Gründung der Gemeinde. Benannt ist sie nach Benjamin Disraeli, dem 1. Earl of Beaconsfield und Premierminister Großbritanniens. Wie andere Gemeinden im Westen der Insel besitzt Beaconsfield seit jeher einen überdurchschnittlich hohen Anteil englischsprachiger Einwohner.
Am 1. Januar 2002 wurden 27 Gemeinden auf der Insel mit Montreal fusioniert. Besonders in Gemeinden mit einem hohen Anteil an Englischsprachigen regte sich Widerstand, da diese Maßnahme von der Provinzregierung der separatistischen Parti Québécois angeordnet worden war. Ab 2003 stellte die Parti libéral du Québec die Regierung und versprach, die Gemeindefusionen rückgängig zu machen. Am 20. Juli 2004 fanden in 22 ehemaligen Gemeinden Referenden statt. In Beaconsfield sprachen sich 80,4 % der Wahlbeteiligten für die Trennung aus. Die Gemeinde wurde am 1. Januar 2006 neu gegründet, musste aber zahlreiche Kompetenzen an den Gemeindeverband abtreten.

## Bevölkerung
Gemäß der Volkszählung 2011 zählte Beaconsfield 19.505 Einwohner, was einer Bevölkerungsdichte von 1771,6 Einw./km² entspricht. 54,1 % der Bevölkerung gaben Englisch als Hauptsprache an, der Anteil des Französischen betrug 24,1 %. Als zweisprachig (Französisch und Englisch) bezeichneten sich 2,4 %, auf andere Sprachen und Mehrfachantworten entfielen 19,4 % (darunter 2,5 % Italienisch sowie je 1,7 % Spanisch und Deutsch). Ausschließlich Englisch sprachen 20,8 %, ausschließlich Französisch 2,2 %. Im Jahr 2001 waren 52,4 % der Bevölkerung römisch-katholisch, 26,7 % protestantisch und 11,3 % konfessionslos.

## Verkehr
Zwei Autobahnen durchschneiden das Stadtgebiet in einem Abstand von etwas mehr als einem Kilometer, die Autoroute 20 zwischen Montreal und Toronto sowie die Autoroute 40 in Richtung Ottawa. Eine wichtige Querverbindung ist der Boulevard Saint-Charles nach Sainte-Geneviève. Die Stadt besitzt zwei Bahnhöfe an der Haupteisenbahnlinie Montreal–Toronto (Beaconsfield und Beaurepaire); es verkehren exo-Vorortszüge vom Montrealer Bahnhof Lucien-L’Allier nach Vaudreuil-Dorion. Mehrere Buslinien der Société de transport de Montréal stellen Verbindungen mit den Nachbargemeinden her.

## Persönlichkeiten
- Ben Walter (* 1984 in Beaconsfield), Eishockeyspieler